# Habitat 67 (Welle)

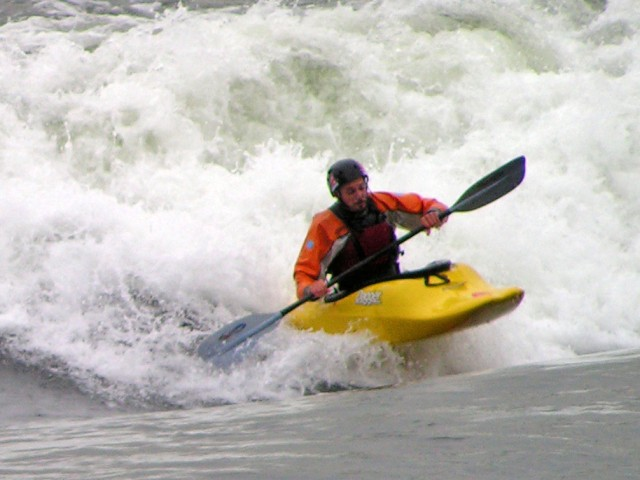
Playboater surft auf der Habitat 67

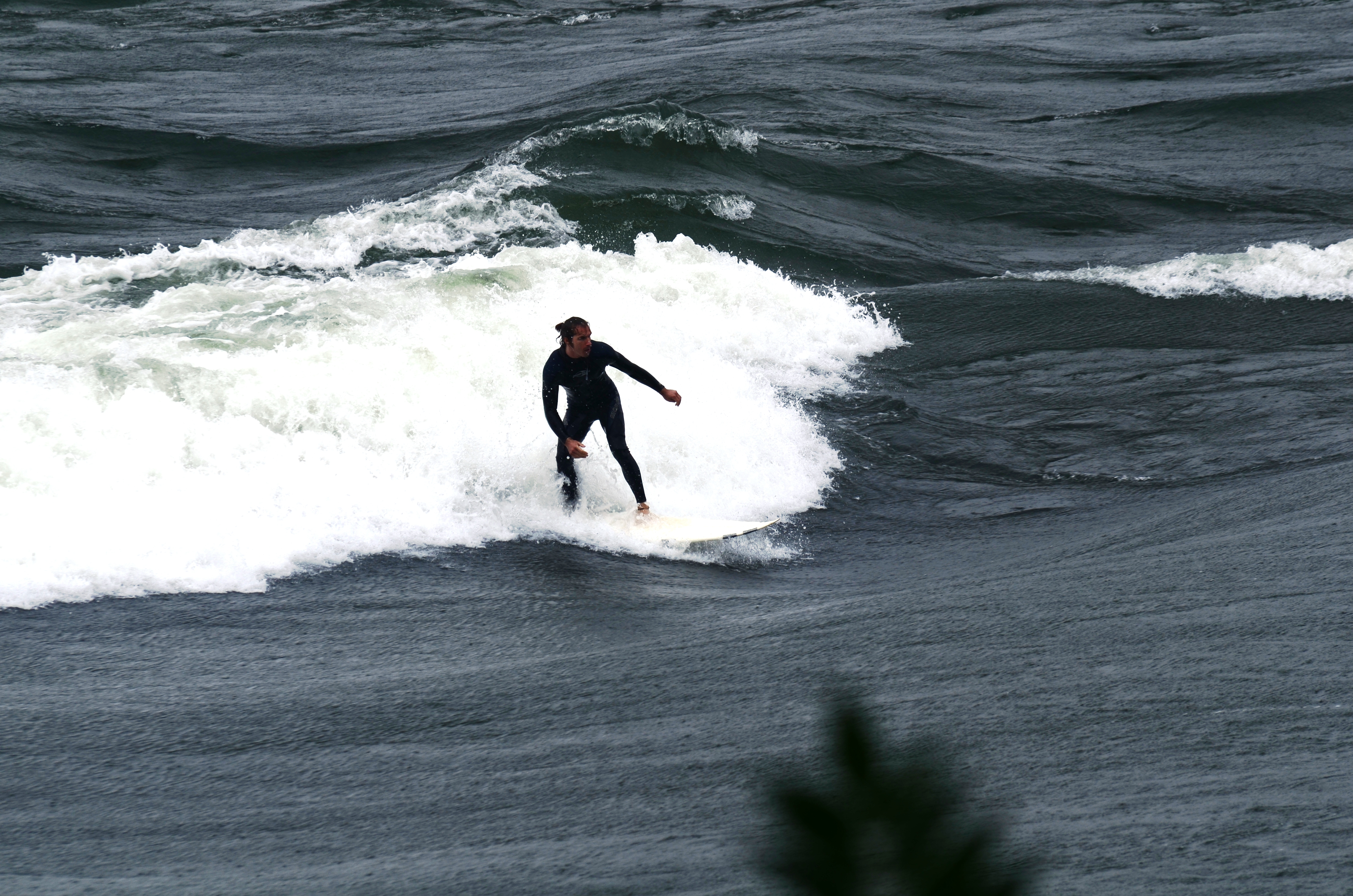
Riversurfing auf der Habitat 67-Welle

Habitat 67 ist der Name einer stehenden Welle im Sankt-Lorenz-Strom in Montreal, Québec, Kanada, die nach dem benachbarten Wohnkomplex Habitat 67 benannt wurde. Sie gehört zu den Lachine-Stromschnellen. Sie ist ein beliebter Ort zum Kajakfahren (Playboating) und zum Flusssurfen.

## Geographie
Zwischen dem Lac Saint-Louis im Westen und dem Bassin de Laprairie im Osten überwindet der Sankt-Lorenz-Strom auf einer Strecke von drei Kilometern eine Höhendifferenz von rund 13 Metern. Inmitten der Stromschnellen liegen mehrere kleine Inseln, die Zugvögeln als Rastplatz dienen. Dazu gehören die Île aux Hérons (Reiherinsel), die Île aux Chèvres (Ziegeninsel), die Sept Sœurs (Sieben Schwestern) und die Île au Diable (Teufelsinsel). Die Stromschnellen verursachen an einigen Stellen permanente stehende Wellen. Eine davon ist die Habitat 67. Die Welle wird durch die schnelle Strömung des Flusses verursacht, die auf Blöcke unter der Wasseroberfläche trifft. Die Welle kann bei entsprechenden Bedingungen bis zu 2 m hoch werden. Zu den Lachine-Stromschnellen gehören noch weitere Wellen, die bei entsprechenden Bedingungen eine Größenordnung von zwei Metern erreichen, beispielsweise die flussaufwärts bei Lachine gelegene "Big Joe"-Welle.

## Sport
Der ehemalige Olympiateilnehmer Corran Addison und dreifache Kajak-Freestyle Weltmeister entdeckte die Welle für sich im Jahr 2002. Seit 2005 betreibt er dort eine Kajakschule, die bereits mehrere tausend Schüler trainiert hat. Eine zweite Kajakschule bildet ebenfalls auf dieser Welle aus.